# Pyrus betulifolia
Pyrus betulifolia är en rosväxtart som beskrevs av Aleksandr Andrejevitj Bunge. Pyrus betulifolia ingår i släktet päronsläktet, och familjen rosväxter. Inga underarter finns listade i Catalogue of Life.